# Efter døden
Efter døden (russisk: По́сле сме́рти) er en russisk film fra 1915 af Jevgenij Bauer.

## Medvirkende
- Vitold Polonskij – Andrej Bagrov
- Olga Rakhmanova – Kapitolina Markovna
- Vera Karalli – Zoja Kadmina
- Marija Khalatova
- Tamara Gedevanova